# توکان‌وارگان
توکان‌وارگان (به لاتین: Ramphastides) یک فروراسته از راسته دارکوب‌سانان است که شامل توکان و ریش‌مرغ است. پیش از این، ریش‌مرغ‌ها در یک خانواده جداگانه اکنون به نام ریش‌مرغان آمریکایی است، طبقه‌بندی می‌شدند. با این حال، این امر در مورد توکان‌ها یراتباری است که منجر به تقسیم آن به چندین خانواده شد.

## رده‌بندی
توکان‌وارگان دارای پنج خانواده موجود است. گاهی با آنها به عنوان بالاخانوادهٔ Ramphastoidea رفتار می‌شود.
- فروراستهٔ توکان‌وارگان
  - ریش‌مرغان آسیایی
  - ریش‌مرغان آفریقایی
  - ریش‌مرغان آمریکایی
  - ریش‌مرغ‌های توکانی
  - توکانان - توکان‌ها